# براكنل تاون
براكنل تاون (بالإنجليزية: .Bracknell Town F.C)‏ هو نادٍ لكرة القدم مقره في ساندهيرست، باركشير، بإنجلترا.